# Jean-Pierre Pernaut TV
Cet article concerne la chaîne de télévision de Jean-Pierre Pernaut. Pour le journaliste, voir Jean-Pierre Pernaut.
« JPP TV » redirige ici. Pour les autres significations, voir JPP.
Jean-Pierre Pernaut TV — aussi appelée JPP TV — est une ancienne chaîne de télévision française entièrement numérique et faisant partie du groupe TF1, créée par le journaliste Jean-Pierre Pernaut. 
Elle se consacre à la diffusion ou la rediffusion de reportages consacrés aux régions françaises et d'archives du journal de 13 heures de TF1. Elle s'attarde aussi sur les opérations spéciales lancées par le journaliste au sein du journal, telles SOS Villages, ou encore, Votre plus beau marché. 

## Historique de la chaîne

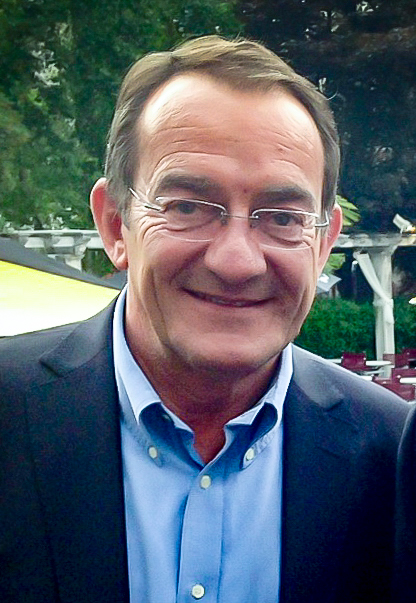
Jean-Pierre Pernaut en 2013.

Le 18 décembre 2020, Jean-Pierre Pernaut présente son dernier journal de 13 heures sur TF1, après presque 33 ans à la tête de cette tranche horaire. Dans la même journée, il lance sa chaîne de télévision entièrement numérique,, développée au sein du groupe TF1.
Après la mort de Jean-Pierre Pernaut le 2 mars 2022, TF1 informe dans un communiqué publié le 23 juin 2022 de la fermeture prochaine de la chaîne mais annonce que le contenu restera présent sur le site TF1Info.fr dans une rubrique baptisée « Au cœur des régions ». Cette fermeture devient effective le 1er juillet 2022.

## Concept
Dans un entretien accordé au Parisien, Jean-Pierre Pernaut décrit cette chaîne comme un « Netflix des régions ». Ajoutant que « sera disponible gratuitement l'extraordinaire bibliothèque de sujets qu'on a tournés depuis 33 ans. Certains de nos 15 000 reportages montrent la richesse de notre patrimoine, notre gastronomie, notre artisanat, nos produits de terroir... Et permettent de découvrir des lieux magnifiques. »,. 
Ainsi, sont en ligne de nombreux reportages réalisés dans le cadre du journal de 13 heures de TF1, mais aussi, ceux réalisés dans le cadre des opérations spéciales lancées par le journaliste, telles : SOS Villages, ou encore, Votre plus beau marché.